# Rhyssemus scabrosus
Rhyssemus scabrosus är en skalbaggsart som beskrevs av Riccardo Pittino 1990. Rhyssemus scabrosus ingår i släktet Rhyssemus och familjen Aphodiidae. Inga underarter finns listade i Catalogue of Life.